# Odelperto di Milano
Odelperto di Milano (VIII secolo – Milano, 25 febbraio 813) è stato un arcivescovo italiano.
Fu arcivescovo di Milano dall'803 all'813.

## Biografia
Odelperto venne eletto arcivescovo di Milano nell'803 e subito incominciò una profonda opera di riforma dell'arcidiocesi.
Per prima cosa si dedicò alla riforma della burocrazia, fondando la cancelleria della curia milanese ancora oggi attiva, donando nel gennaio dell'806 la corte contenente l'Oratorio di San Vincenzo in Prato al secondo abate della basilica di Sant'Ambrogio, Arigauso, a condizione che esso sia solo in usufrutto e rimanga proprietà della curia di Milano.
Nell'811 è chiamato a rispondere ad alcuni quesiti sul valore del battesimo cristiano fattigli pervenire dall'Imperatore Carlo Magno, a cui egli risponde con la pubblicazione del "Liber de Baptismo", una sua opera sull'argomento, dimostrando anche una profonda conoscenza teologica ed una preparazione notevole.
Odelperto morì a Milano il 25 febbraio 813.